# Tyrannochthonius suppressalis
Espèce
Tyrannochthonius suppressalis est une espèce de pseudoscorpions de la famille des Chthoniidae.

## Distribution
Cette espèce est endémique de Corée du Sud. Elle se rencontre sur Mal-do.

## Publication originale
- Hong, Kim & Lee, 1996 : The pseudoscorpion family Chthoniidae (Arachnida: Pseudoscorpionida) in Korea, with two new species from the genus Tyrannochthonius. Korean Journal of Systematic Zoology, vol. 12, no 2, p. 173-184.